# Forte
Forte je priimek v Sloveniji, ki ga je po podatkih Statističnega urada Republike Slovenije na dan 1. januarja 2010 uporabljalo 107 oseb in je med vsemi priimki po pogostosti uporabe uvrščen na 4.123. mesto.

## Znani nosilci priimka
- Aleksander Forte (*1947), državni sekretar
- Alenka Forte (*1957), zdravnica, političarka (državna sekretarka...)
- Dominik Forte (1894 - 1916), slikar, risar
- Fabio Forte, italijanski geolog (Trst)
- Karel Forte (1922 - ?), partizanski poveljnik, OZN-ovec, zgodov. public. (Trbovlje)
- Mateja Forte (*1987), sociolingvistka
- Miroslav Forte (1911- ?), telovadec
- Nana Forte (*1981), skladateljica in sopranistka
- Petra (Eva) Forte Tavčer (*1966), tekstilna tehnologinja, univ. prof.
- Primož Forte (*1980), igralec, otroški režiser
- Srečko Forte, alpski smučar